# Alida (Vorname)
Alida ist ein weiblicher Vorname.

## Herkunft und Bedeutung
Beim Namen Alida handelt es sich um ein deutsches, niederländisches und ungarisches Diminutiv von Adelheid.

## Verbreitung
Der Name Alida ist in erster Linie in Ostfriesland, Italien, Belgien und den Niederlanden verbreitet.
In Deutschland ist der Name sehr selten. Zwischen 2010 und 2021 wurde er nur etwa 100 Mal als erster Vorname vergeben.

## Varianten
- Finnisch: Aliida
- Isländisch: Alída
- Lettisch: Alīda
- Niederländisch: Aleid, Aleida

## Namenstag
Der Namenstag von Alida wird nach Alida Cini am 28. März gefeiert.

## Namensträgerinnen
- Alīda Ābola (* 1954), lettische Orientierungsläuferin
- Alida van den Bos (1902–2003), niederländische Kunstturnerin
- Majoor Bosshardt (1913–2007), niederländische Offizierin (eigentlich Alida Margaretha Bosshardt)
- Alida Bremer (* 1959), kroatisch-deutsche Übersetzerin
- Alida Chelli (1943–2012), italienische Sängerin und Schauspielerin
- Alida Garpestad Peck (* 1991), norwegische Singer-Songwriterin
- Alida Gundlach (* 1943), niederländische Moderatorin
- Alida Kurras (* 1977), deutsche Call-in-Moderatorin und Fernsehmoderatorin
- Alida Remmelzwaal (* 1950), niederländische Diplomatin, siehe Lidi Remmelzwaal
- Alida Valli (1921–2006), italienische Schauspielerin